# Terremoto della Capitanata del 1627

Il terremoto della Capitanata del 1627 è stato un evento sismico che colpì le propaggini nord-occidentali del Gargano e del Tavoliere delle Puglie con epicentro localizzato presso San Severo, ex-capoluogo (in alternanza con Lucera) dell'allora provincia di Capitanata, nell'ambito del regno di Napoli.
La scossa principale (di magnitudo Richter 6.7) avvenne nel cuore dell'estate, un'ora prima di mezzogiorno di venerdì 30 luglio. Immediatamente dopo il sisma i superstiti in preda al terrore abbandonarono i centri abitati in rovina per insediarsi nelle aree rurali ove svernarono in capanne o tende di fortuna, mentre scosse più o meno forti si susseguirono per quasi un anno impedendo temporaneamente la fase della ricostruzione.
Fra tutti i terremoti conosciuti aventi epicentro in Puglia è stato di gran lunga il più violento sia per magnitudo Richter sia per numero di vittime.

## Danni e vittime
I centri maggiormente devastati, nei quali si registrò il crollo della maggior parte degli edifici, furono Apricena (ove perì il 45% dei residenti), San Paolo di Civitate (con un tasso di mortalità del 35%), Lesina, San Severo e Torremaggiore, tutti ubicati nell'area epicentrale (si noti che a quell'epoca il centro abitato di Poggio Imperiale non era stato ancora fondato). Danni e crolli relativamente meno diffusi si ebbero però anche nel resto della Capitanata che, in quel periodo, comprendeva pure una parte cospicua del Molise.
La scossa fu avvertita fin nella capitale Napoli ove però non si segnalarono danni. Una serie di ondate di maremoto colpirono la costa medio-adriatica dall'Abruzzo fino al Gargano, sebbene qualche onda anomala venisse segnalata anche nel più meridionale golfo di Manfredonia. Non è dato conoscere il numero esatto delle vittime ma fu certamente di molto superiore a 4 000 (almeno 4 500 secondo stime prudenti, qualche decina di migliaia secondo fonti non verificabili).
Cinque tra le cittadine più disastrate (esclusa Lesina, ma compresa Serracapriola ove pure morì il 35% dei residenti) ottennero dalla Regia Camera di Napoli l'esenzione dai tributi fiscali e dai debiti pregressi per dieci anni, trascorsi i quali la situazione tornò alla normalità. In realtà si trattò soltanto di una tregua; infatti a distanza di non molto tempo un nuovo evento sismico, il terremoto del Gargano del 1646, avrebbe colpito la Capitanata producendo però i suoi massimi effetti distruttivi assai più a oriente, nei centri abitati circostanti la Foresta Umbra.